# رأس العين (إسرائيل)
رأس العين (بالعبريّة: ראס אל-עין) هي قرية عربية صغيرة تقع في منطقة الجليل، وإداريًا في المنطقة الشمالية شمال فلسطين التاريخية. كما وتقع ضمن اختصاص مجلس مسجاب الإقليمي، وفي عام 2018 كان عدد سكانها 381 شخص.

## تاريخ
تم الاعتراف بالقرية في عام 1996. حوالي 55.9% من سكانها هم مسلمين من قبيلة سُواعد البدوية، وحوالي 44.1% من السكان هم مسيحيون من عائلة نيقولا.